# Ibiúna (kommunhuvudort)
Ibiúna är en kommunhuvudort i Brasilien.   Den ligger i kommunen Ibiúna och delstaten São Paulo, i den sydöstra delen av landet, 900 km söder om huvudstaden Brasília. Ibiúna ligger 868 meter över havet och antalet invånare är 22 860.
Terrängen runt Ibiúna är platt. Runt Ibiúna är det ganska tätbefolkat, med 65 invånare per kvadratkilometer.. Närmaste större samhälle är São Roque, 16,7 km nordost om Ibiúna.
Omgivningarna runt Ibiúna är en mosaik av jordbruksmark och naturlig växtlighet.